# Bá hộ Xường

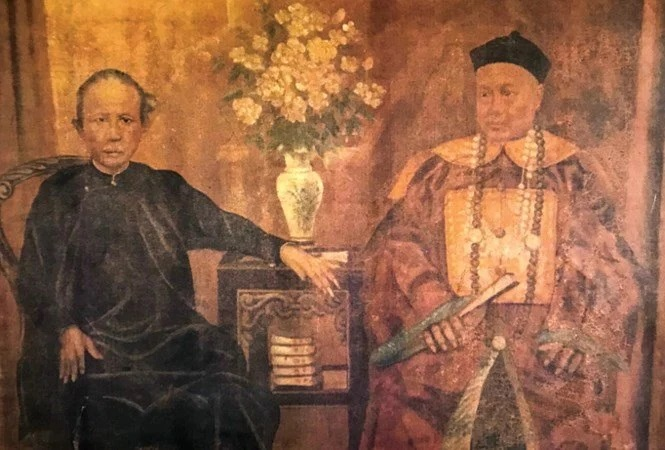
Ông Lý Tường Quang và vợ cả Nguyễn Thị Lâu

Bá hộ Xường, tên thật là Lý Tường Quang (李祥光), tự Phước Trai (福齋), sinh năm 1842, mất năm 1896. Do ông còn có tên là Xường, lại rất giàu có nên người ta còn gọi là Bá hộ Xường, hay Hộ Xường. 
Ở thời kỳ đầu Pháp đến chiếm đóng Việt Nam, trong dân gian có câu: Nhứt Sỹ, nhì Phương, tam Xường, tứ Hỏa. Vậy, nếu căn cứ theo lời truyền này, thì ông được xếp ở vị trí thứ 3 trong số 4 người giàu có nhất Nam Kỳ.

## Cuộc đời
Cuộc đời và sự nghiệp của Bá hộ Xường, sách vở biên chép rất ít, chỉ biết đại khái ông là người Quảng Đông, nguyên quán Phiên Ngung, Quảng Châu lánh nạn phong kiến nhà Thanh, sang đất Nam Kỳ, vào học trường Tây, rồi làm thông ngôn cho chính quyền Pháp.
Sách Sài Gòn năm xưa của Vương Hồng Sển chép:
Hộ Xường, vốn là thông ngôn xuất thân. Sớm sớm xin thôi, ra lãnh thầu cung cấp vật dụng thức ăn cho thị xã. Nhờ khéo tay thêm phùng thời, cự phú không mấy hồi. Còn nhà thấp năm căn nửa xưa nửa nay toạ lạc đường Khổng Tử. Vòng rào sắt trước ngõ chứng rằng mặt tiền ngó ra kinh có lẽ trước kia cao ráo, nay kinh đã lấp, thế vào đây là một con đường cái, thềm lộ bồi đất cao hơn sân nhà, thành thử sân như sâu xuống và vuông nhà đã thấp nay lại càng lụp xụp. Chủ nhà mất đã lâu, gia tài kếch xù, con cái nhiều dòng, phần ăn chia chưa xong.
Báo Tuổi Trẻ chủ nhật số 5-98 có bài Mộ Bá hộ Xường của Nguyễn Thế Kỷ, đã cung cấp thêm một số thông tin, tóm lược như sau:
Rời bỏ vai công chức "quèn", Bá hộ Xường dốc tâm sức vào việc kinh doanh thịt cá xuất khẩu, mua đất xây cất biệt thự tại vùng Chợ Lớn để cho thuê và bán. Ông giàu lên rất nhanh, nổi tiếng khắp vùng. Sau khi ông chết, số tài sản kếch sù đều bị con cháu nhanh chóng bán tiêu xài hết. 
Cái mà nay còn lại là khu nhà mồ cổ khá kiên cố do "tôn tử tương tề đồng tâm" xây dựng vào tháng chạp năm Bính Thân (1896), hiện ở gần di tích Địa đạo Phú Thọ Hòa, thuộc phường Phú Thọ Hòa, quận Tân Phú, Thành phố Hồ Chí Minh. Năm 2009, di tích này đã được Ủy ban nhân dân Thành phố Hồ Chí Minh xếp hạng là di tích kiến trúc nghệ thuật cấp thành phố.
Toàn bộ công trình không đồ sộ nhưng trang khang, khoáng đạt, có nhiều hoa văn, họa tiết tinh tế. Tuy theo lối kiến trúc Gothic nhưng vẫn giữ được dáng dấp Á Đông. Ở giữa nhà mồ, là một cái quách lớn đựng thi thể người chết, bằng đá xanh hình chữ nhật 3,4 x 2,2m, dày 0,3m, nhô cao 0,8m.
Lễ giỗ Bá hộ Xường vào ngày 20 tháng 10 âm lịch.
Từ đường họ Lý tại số 292 đường Hải Thượng Lãn Ông, phường 14, quận 5, thành phố Hồ Chí Minh đã được Ủy ban nhân dân Thành phố Hồ Chí Minh xếp hạng di tích kiến trúc nghệ thuật cấp thành phố, theo Quyết định số 1769/QĐ-UBND ngày 27 tháng 4 năm 2009.